# Vampire: The Masquerade – Bloodhunt
Vampire: The Masquerade – Bloodhunt é um jogo eletrônico gratuito de battle royale desenvolvido e publicado pela desenvolvedora sueca Sharkmob. É baseado no RPG de mesa Vampire: The Masquerade, e faz parte da série World of Darkness. O jogo foi lançado em 27 de abril de 2022 para Microsoft Windows e PlayStation 5.

## Visão geral
Vampire: The Masquerade – Bloodhunt é um jogo de battle royale ambientado nas ruas e nos telhados de Praga, no Mundo das Trevas. Acontece após uma reunião de vampiros na cidade, após a qual a guerra entre as seitas de vampiros eclodiu e a Segunda Inquisição se envolveu. Os jogadores assumem o papel de vampiros que tentam sobreviver à guerra de seitas, lutando entre si e contra uma entidade que tenta exterminar os vampiros. Eles podem escolher lutar sozinhos ou em equipe e usar armas de longo alcance, armas brancas e poderes vampíricos. Os jogadores também precisam esconder suas identidades como vampiros dos humanos, uma prática chamada de Máscara.

## Desenvolvimento
Bloodhunt é desenvolvido pela Sharkmob, uma desenvolvedora de jogos de propriedade da Tencent com sede em Malmö e Londres, fundada em 2017 por ex-funcionários da Massive Entertainment e IO Interactive, como um dos três videogames que estão desenvolvendo simultaneamente. O jogo é uma adaptação do jogo de RPG de mesa de 1991 da White Wolf Publishing, Vampire: The Masquerade, e era conhecido internamente sob o codinome Tiger [Project Lonely Fish]. Por causa do material de origem, os desenvolvedores pesquisaram o cenário de Vampiro: A Máscara para ver como criar um evento e local que pudesse permitir a jogabilidade do battle royale, indo contra a tradição estabelecida do cenário o mínimo possível, e retratando Praga com precisão. ela aparece dentro do cenário do World of Darkness.
O jogo foi anunciado em outubro de 2020 com um teaser trailer, após o vazamento de um vídeo do jogo, e foi lançado em uma versão de acesso antecipado para Microsoft Windows em 7 de setembro de 2021. O jogo completo foi lançado em 27 de abril de 2022 para Windows e PlayStation 5, e atualmente é jogo gratuito para jogar.

## Recepção
Vampire: The Masquerade - Bloodhunt recebeu críticas "geralmente favoráveis", de acordo com o agregador de críticas Metacritic.
PC Gamer e Destructoid consideraram o projeto estranho por sua combinação do gênero battle royale e o cenário Vampire: The Masquerade, com o PC Gamer chamando-o de "desconcertante para fãs e não fãs". A Game Informer o chamou de intrigante e cheio de potencial, no entanto, ela e a PC Gamer disseram que achavam que o jogo poderia se sair melhor, considerando a experiência da equipe de desenvolvimento.